# Ivan Jevtic
Pour les articles homonymes, voir Jevtic.
Ivan Jevtic est un compositeur franco-serbe  (double nationalité depuis 1990) né à Belgrade le 29 avril 1947. Il réside une grande partie de l'année à Paris.

## Biographie
Il a étudié successivement à l'Académie de Musique de Belgrade auprès de Stanojlo Rajivic, au Conservatoire de Paris dans la classe d'Olivier Messiaen puis à Vienne avec Alfred Uhl. En 1988, la Ville de Paris lui commande une composition pour le concours de trompette Maurice-André.
De 1997 à 1999, il enseigne la composition et l'orchestration à l'Université fédérale de Pelotas (Rio Grande do Sul) au Brésil. En 2003, il est élu membre de l'Académie serbe des sciences et des arts - SANU à Belgrade (réf the Serbian Academy of Sciences and Arts). Le 18 novembre 2011, pour le 170e anniversaire de cette institution, sa pièce pour piano solo Danse Suite, a été jouée.
Voici ce qu'écrivit Mstislav Rostropovitch en 1995 : « Je connais le compositeur Ivan Jevtic depuis de nombreuses années. Lors du concours international de violoncelle de Paris de 1982, un des lauréats joua une de ses partitions. Je peux présenter Ivan Jevtic comme un compositeur doué, à la brillante personnalité ».
Plusieurs commandes lui ont été passées, notamment par la Ville de Paris dans le cadre du concours Maurice-André. L'œuvre écrite pour l'occasion en 1987, le Concerto pour trompette no 2, fut créé à la Salle Pleyel (Paris) en  1988 (Ed. G.Billaudot). D'autres commandes lui ont été passées par le concours international de quintette à cuivres de Narbonne (1991) et par le Concours international de harpe d'Arles (1997).
Il a, à ce jour, composé une centaine d'œuvres, jouées en Europe, aux États-Unis, au Brésil, en Russie, au Japon et en Chine (réf. eclassical.com). En avril 2012, le Boston Symphony Orchestra Brass Quintet a mis au programme les partitions " Trois madrigaux slaves " et " Victoria "  pour une série de concerts à  Boston et à Rockport, MA. 
La plupart des œuvres d'Ivan Jevtic sont éditées par les maisons A. Leduc, G. Billaudot et Chant du Monde pour la France et Bim pour la Suisse. 
Plusieurs de ses œuvres sacrées sont au répertoire du Chœur mixte Jedinstvo de Banja Luka (Bosnie-Herzégovine). Un Kyrie Eleison a fait l'objet d'une création mondiale puis de 15 concerts lors de la tournée donnée en France par le chœur Jedinstvo du  1er au 14 septembre 2012, notamment en la Cathédrale Notre-Dame de Paris et à la Sainte-Chapelle du Château de Vincennes.
Son Opéra-Bouffe " Mandragola " sur un livret tiré de la comedie de N. Machiavelli, a été créé le 16 décembre 2009 à Belgrade au Théâtre-Opéra Madlenianum. Quinze représentations ont été données dans ce Théâtre, qui a ensuite été joué à Negotin (Serbie) le 12 septembre 2011 et à Nis (Serbie) 9 novembre 2011. « Mandragola « a été donné à Saint-Pétersbourg en janvier 2012 au Théâtre Royal Aleksandrovski puis à l'Opéra de Maribor (ville européenne de la Culture 2012, Slovénie) en février 2012.
Son Concerto pour clarinette, piano et orchestre à cordes a été créé à Paris, Salle Gaveau le 22 septembre 2011. Le Quatuor no 4 en do mineur ( Éditions Chant du Monde )  a été créé par le Quatuor Ludwig en 2012 au Festival international franco-belge Albert Roussel, puis joué au Festival Nimus 2012 de Nis en Serbie, avant de faire l'objet d'une série de concerts en France (Théâtre Municipal de Lillebonne, Scène Watteau de Nogent sur Marne, Théâtre Municipal de Lisieux, Église Saint-Léonard de Croissy sur seine ).
Parmi ses interprètes, citons Maurice André, André Navarra, Bernard Soustrot, Eric Aubier, Patrick Messina, Gérard Caussé, Philippe Pierlot, Thierry Escaich, Xenia Jankovich, Irena Grafenauer, Snezana Savicic, Maya Bogdanovic, Hervé Désarbre, le Quintette de cuivres Magnifica, le Quintette de cuivres de l'Orchestre Symphonique de Boston et le Quatuor Ludwig.
Sa discographie comporte à ce jour une vingtaine de CD dont plusieurs sous le label français Mandala (distribution Harmonia Mundi).

## Liste d'œuvres
- Symphonie no 1, 1970
- Soupir Terrestre, 1976, Poème Symphonique
- Victoria, 1980, quintette de cuivres. Ed. Alphonse Leduc, Paris.
- Hepta, 1982, Fantaisie pour flûte et piano, Ed. Alphonse Leduc, Paris.
- Trois Madrigaux slaves, 1983, pour quintette de cuivres Ed. Bim, Suisse.
- Que le jour est beau, 1985, suite concertante pour trompette picolo et orchestre à cordes. Ed. Bim, Suisse.
- Concerto pour trompette no 2, 1987, Commande de la Ville de Paris, concours Maurice-André. Création en 1988 à la Salle Pleyel, Paris.
- L'héritage du Kosovo, 1989, Oratorio en 6 tableaux symphoniques.
- Quintette de cuivres no 2, 1991, commande du concours international de quintette à cuivres de Narbonne. Ed. Bim, Suisse.
- Con amore et fuoco, 1992, pour hautbois, cor et piano. Ed. Bim, Suisse.
- Concerto pour tuba, 1992. Ed. Bim, Suisse.
- Actus Tragicus, 1993, pour trombone et orchestre à cordes. Ed. Bim, Suisse.
- Sonate pour flûte et harpe, 1997, commande du concours international de harpe d'Arles.
- Exode, 2001, poème Symphonique pour orchestre, chœur mixte et chœur d'enfants.
- La révélation de la lumière, 2002, œuvre pour orgue. Ed. Chant du Monde, Paris.
- 5 semaines en ballon, 2004, pour orchestre à cordes. Ed. Chant du Monde, Paris.
- Sextuor pour quintette à vent et piano, 2007. Éditions Chant du Monde, Paris. Réf. MC4705
- Concerto no 2, pour flûte et orchestre à cordes, Aus der tiefe ruf ich Herr zu Dir. Ed. Alphonse Leduc, Paris.
- Eissplitter, 1995, pour soprano, cor, harpe, célesta, xylophone, glockenspiel et orchestre à cordes, sur un poème d'Irène Speiser. Ed. Chant du Monde, Paris.
- Divertimento pour deux violoncelles et orchestre à cordes, 1997
- Concerto pour clarinette, piano et orchestre à cordes. Ed. Alphonse Leduc
- Amijena, 2010, pour 4 trombones. Ed. Chant du Monde, Paris. Ref. MC4707
- Quatuor à cordes no 1, 1970
- Quatuor à cordes no 2, 1974
- Quatuor à cordes no 3, 1980
- Quatuor à cordes no 4, 2011. Ce quatuor a été créé en France par le Quatuor Ludwig en septembre 2012.
- Mandragola, opéra en deux actes d'après N. Machiavel, 2009

## Presse
- An Interview with Ivan Jevtić, Blic, 5 juillet 2007
- The Music of Ivan Jevtić in Serbia project, Blic, 11 septembre 2007
- An author evening of Ivan Jevtić in Belgrade, Glas javnosti, 14 novembre 2007
- www.radionotredame.net, émission spéciale du 16 septembre 2011
- France Info, chronique de Gérard Courchelle, 17 septembre 2011, disponible en podcast. www.francemusique.radio.fr
- France Musique, émission de Benoît Duteurtre du 17 septembre 2011, Etonnez-moi Benoît, disponible en podcast. www.francemusique.radio.fr
- Pariscope du 21 septembre 2011, Thierry Hilleriteau
- Interview par la Télévision Nationale de Serbie le 6 novembre 2011, https://www.youtube.com/watch?v=yTt_sI5Wmnk&feature=colike
- Article de fond et biographie complète du compositeur, www.muzickacentrala.com